# RUSCICO
RUSCICO (Russian Cinema Council) — коммерческое предприятие, занимающиеся выпуском кинофильмов на различных носителях для домашнего просмотра и широкого кинопроката. Компания основана в 1999 году.

## Деятельность компании
RUSCICO публикует советские и российские фильмы вне пределов стран бывшего СССР. Компания имеет партнёров для дистрибуции в разных странах, торгующих продукцией компании. В основном фильмы из программы RUSCICO — из фондов киностудии Мосфильм, но также есть фильмы из других советских киностудий — «Арменфильма», «Ленфильма», киностудии Горького. Кроме того, RUSCICO выпускает некоторые зарубежные фильмы, а также мультфильмы студии Гибли в России. В последние годы компания предлагает обновлённую, колоризованную советскую киноклассику.
По итогам рейтинга журнала «Total DVD» диск с аниме студии Гибли «Сказания Земноморья» был назван «лучшим DVD с мультфильмом» за 2008 год.